# Hans-Achim Holtz
Hans-Achim Holtz (auch: Achim) (* 7. September 1905 in Schwerin; † 17. Oktober 1995 in Neuhaus (Schliersee)) war ein deutscher Journalist und Schriftsteller.

## Leben
Als Sohn eines Fabrikbesitzers geboren, ging Holtz auf das Rostocker Gymnasium und wurde in der Weimarer Republik Zeitfreiwilliger in der Reichswehr. In den Jahren 1926 bis 1930 studierte er Betriebswirtschaft in Leipzig und Frankfurt, was er als Diplom-Kaufmann abschloss. Während seines Studiums wurde er 1926 Mitglied der Wehrschaft Saxo-Thuringia Leipzig.
1931 arbeitete er als Pressereferent des Mitteldeutschen Rundfunks Leipzig und ging im Herbst 1933 zum Reichssender Köln, bei dem er Leiter der Hauptabteilung Politik und Wirtschaft wurde. Zum 1. Januar 1932 trat er in die NSDAP ein (Mitgliedsnummer 868.740). Im Herbst 1935 erfolgte seine Berufung nach München in den Stab von Rudolf Heß, wo er in der Kommission für Wirtschaftspolitik saß und sich mit dem Aufbau des wirtschaftspolitischen Redner- und Schulungswesens beschäftigte. Er trat selbst als Reichsredner auf. In Köln studierte er 1936 bis 1937 Volkswirtschaft und Wirtschaftsjournalismus, das er mit seiner Promotion zum Dr. rer. pol. beendete.
Im Zweiten Weltkrieg wurde er Mitglied der Waffen-SS (SS-Nummer 31.160) und nahm an Feldzügen in Polen, Frankreich, Russland, Italien und Ungarn teil, bei denen er viermal verwundet wurde. Zuletzt war er als Hauptsturmführer und Kompaniechef eingesetzt.
Nach dem Ende des Krieges arbeitete er als Holzarbeiter, Landarbeiter, Nachtwächter und Autoverkäufer, bevor er wieder als freier Journalist in seinem alten Berufsfeld tätig werden konnte. Er wurde Pressereferent bei der IHK Bayreuth, war Chefredakteur einer Wirtschaftszeitschrift und wurde Lektor bei der Schule des Schreibens. 1963 wurde er Mitglied der Wiener Burschenschaft Aldania. 1974 zog er von München nach Neuhaus am Schliersee, wo er 1995 starb.
Er verfasste zahlreiche Bücher.

## Ehrungen
- Eisernes Kreuz I und II
- Infanterie-Sturmabzeichen
- Silbernes Verwundetenabzeichen

## Veröffentlichungen (Auswahl)
- Wegweiser durch das deutsche Bausparwesen. München 1933.
- Nationalsozialist warum? München 1936.
- Lasst mir das Leben frei! München 1936.
- Nationalsozialistische Arbeitspolitik. Notwendigkeit und Bedeutung der Arbeitspolitik für den Umbruch und die Lenkung der Volkswirtschaft und ihr praktischer Einsatz. Dissertation, Würzburg 1938.
- Durch Rationalisierung zu höheren Löhnen und niederen Preisen. Würzburg 1939.
- Die Gemeinwirtschaft als neue Lebensform: nur gerechte Verteilung löst soziale Frage. München 1951.
- Die Gesellschaft von morgen. Bonn 1965.
- Die geistige Revolution unseres Jahrhunderts. Bad Feilnbach 1970.
- Europas Weg zwischen Ost und West. München 1975.
- Die gesellschaftliche Revolution von Morgen Alternativen zu Ost und West. Essen 1989.
- Der neue Weg statt Marxismus und Kapitalismus. Gladbeck 1991.
- Heitere Geschichten aus dem Josefstal. Husum 1994.